# Lindholm Å
Lindholm Å är ett vattendrag i Danmark. Det ligger i Region Nordjylland, i den norra delen av landet och mynnar ut i Limfjorden.